# Cappella Suardi
La cappella Suardi è un oratorio situato all'interno della villa di proprietà dei conti Suardi a Trescore Balneario (provincia di Bergamo). Dedicato a santa Barbara e santa Brigida, fu costruito dai cugini Giambattista Suardi e Maffeo Suardi, che ne affidarono gli affreschi, con il Cristo-Vite e Storie delle vite di sante, a Lorenzo Lotto.

## Storia

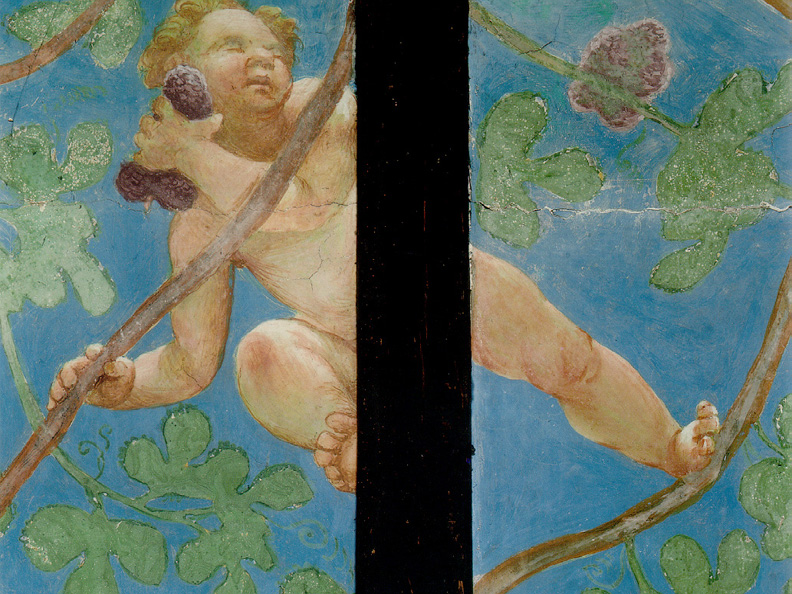
Soffitto, dettaglio

La cappella, che era situata sulla strada che collegava Bergamo al Lago d'Iseo attraverso la Val Cavallina, esisteva già dal XV secolo. Verso il 1523 Lotto ricevette dal conte Giovan Battista Suardi la commissione di decorare l'oratorio appena restaurato e il 22 giugno, lasciò Bergamo e si trasferì direttamente nella località. La decisione del committente non fu dettata da ragioni di prestigio, ma da un urgente spirito di devozione: gli astrologi avevano infatti previsto un'imminente alluvione nel febbraio 1524; inoltre, incombeva la minaccia dei lanzichenecchi che calavano in Italia settentrionale, passando proprio per la via davanti all'oratorio e portando con sé "i germi" della dottrina luterana.
Gli affreschi vennero compiuti entro l'estate del 1524.
Tra artista e committente esisteva un rapporto di amicizia e stima che andava oltre la semplice prestazione lavorativa, come dimostrano i documenti relativi alle tarsie della Basilica di Santa Maria Maggiore in Bergamo, in cui i due scambiano valutazioni e riflessioni sulle scene dei cartoni. Battista Suardi, oltre a essere letterato e poeta, nonché studioso e appassionate d'arte pittorica e architettonica, diventando uno dei personaggi più illustri e rispettati del primo Cinquecento bergamasco, era stato Presidente della congregazione della Misericordia Maggiore, e a lui si devono i motti latini presenti su tre tarsie del coro mariano.
Il conte Gianforte Suardi, nel XIX secolo, collegò la cappella, situata nel parco, alla villa stessa con la costruzione di un corridoio coperto. In quell'occasione vennero anche approntate delle modifiche che cambiarono l'ingresso nella cappella: in precedenza il fedele si trovava davanti subito la parete nord, quella col Cristo-vite.
Il Lotto affrescò la cappella con la collaborazione di Francesco Bonetti suo allievo documentato dal 1517 al 1550.

## Descrizione e stile

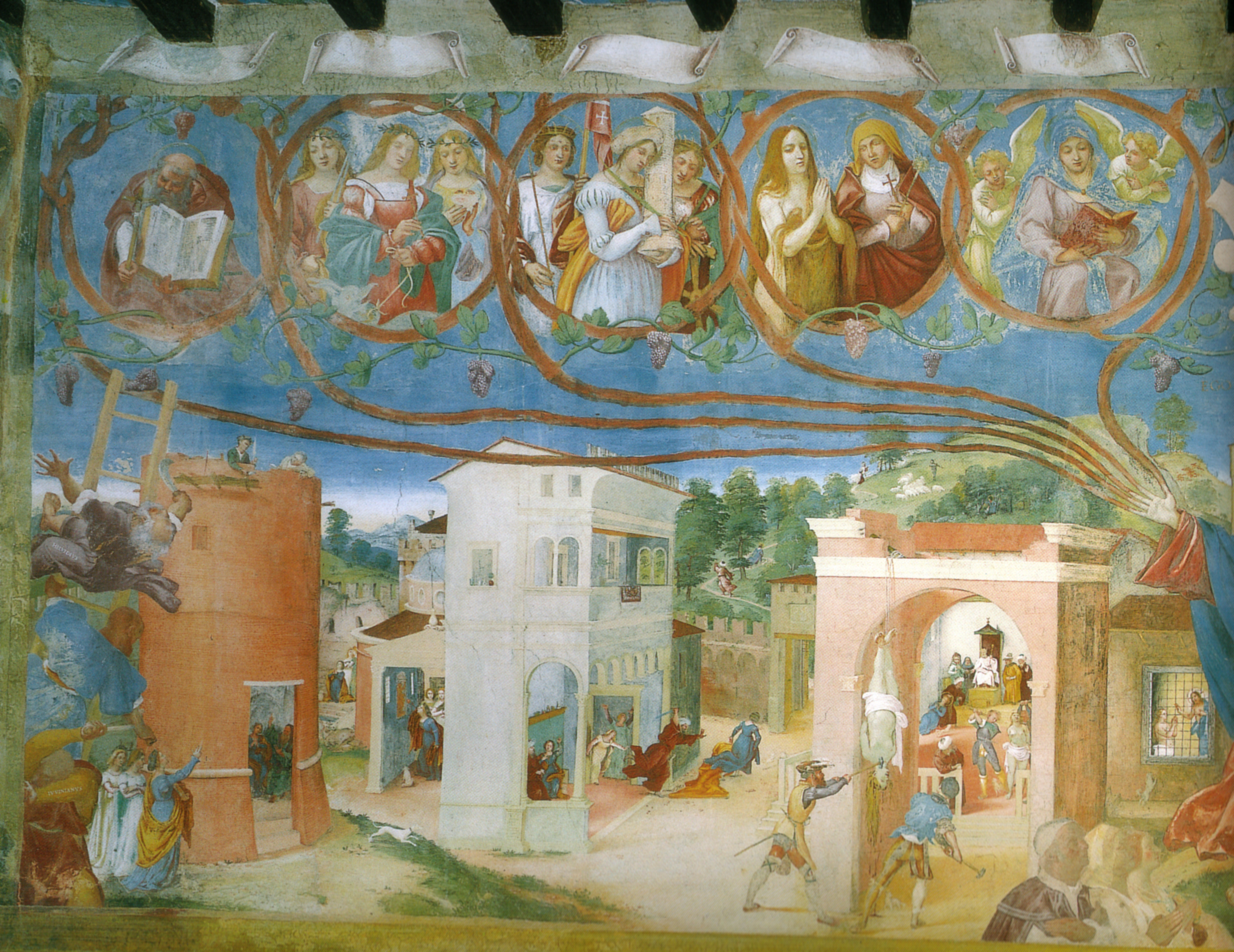
Storie di santa Barbara

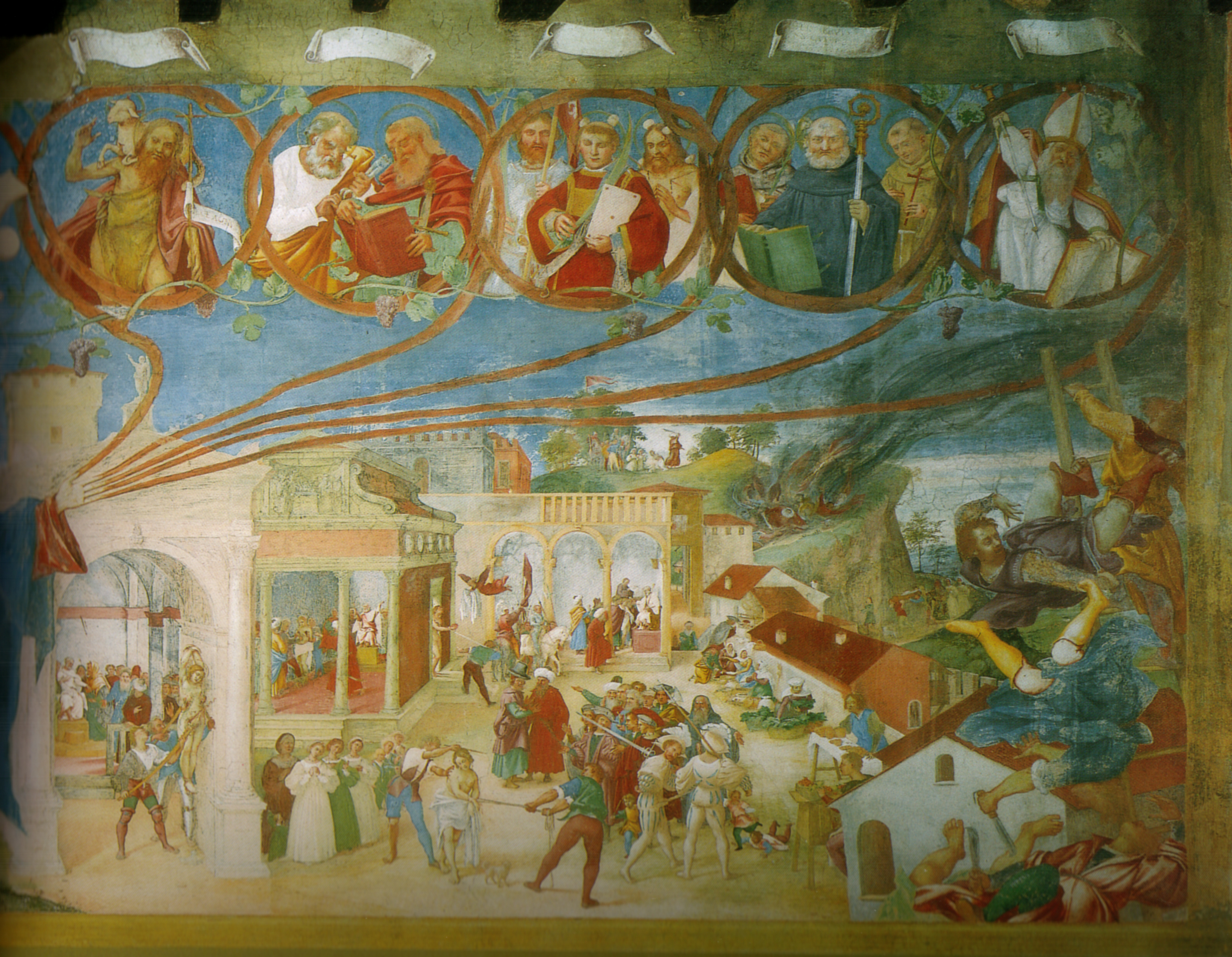
Storie di santa Barbara

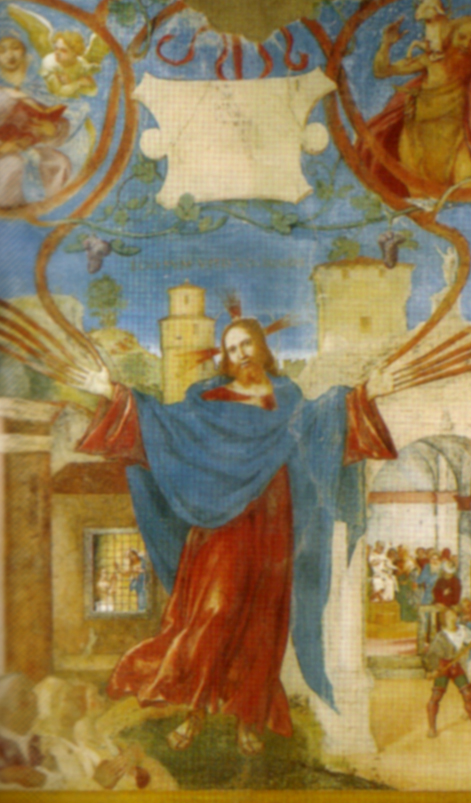
Cristo-vite

L'oratorio ha una semplice architettura rustica a base rettangolare, con copertura a falde spioventi, in legno, sorretta da travetti a vista e una piccola abside semicircolare, attorno alla quale si trovavano già alcuni modesti affreschi.
Gli affreschi si dispiegano su tre pareti, al di sopra di un alto zoccolo, e sul soffitto, tra le travi, e rappresentano un complesso programma iconografico sul tema della Redenzione e della Fede, incarnata dalle vite delle sante (Barbara, Brigida, Maria Maddalena e Caterina d'Alessandria).
Il soffitto venne affrescato con un finto pergolato, su uno sfondo azzurro molto luminoso, usando le reali travi lignee della copertura, tra le quali giocano dei vivaci putti vendemmianti, tra cartigli con passi biblici e della liturgia legata alla tematica della vigna e del vino in rapporto all'eucaristia.
Nella controfacciata si vedono le Storie delle sante Caterina e Maddalena e nelle due pareti laterali le Storie di santa Brigida e le Storie di santa Barbara; nel complesso il programma iconografico è la celebrazione della vittoria di Cristo sul male, annunciato dai profeti e dalle sibille, garantita e confermata dalla vita dai santi.
Per quanto riguarda lo stile è spedito e corsivo, con pennellate rapide ma altamente efficaci. Il gusto per la narrazione popolaresca, tipica in Lotto, rimanda ancora alla tradizione nordica. Molti personaggi derivano dalle classi umili, come i contadini, spesso studiati dal vero e fino ad allora inediti nel repertorio figurativo italiano.

### Cristo-vite e storie di Santa Barbara
La parete nord, la più spettacolare, riunisce su una superficie continua e in un'unica composizione due temi diversi, leggibili autonomamente, ideati con una straordinaria immaginazione inventiva.
Al centro della parete si staglia una monumentale figura di Cristo a braccia distese, con ai piedi le figure oranti dei committenti Suardi: Battista, sua moglie Orsolina e sua sorella Paolina. Sopra di lui, in una tabella, è riportato, tra la scritta dedicatoria (oggi leggibile solo in parte, con i committenti, il nome del pittore e l'anno), un passo del Vangelo a lettere dorate, in cui si ricorda la vite: "Ego sum vitis vos palmites". Si tratta della chiave di lettura dell'intero programma, intesa come continuità tra Cristo e la Chiesa, in chiara polemica anti-luterana, con l'esaltazione del valore delle opere di bene nelle storie delle sante.
Lo stesso Cristo è infatti raffigurato come una miracolosa vite, i cui rami escono dalle sue dita e vanno a formare, nel registro superiore, una serie di dieci clipei dove, come frutti, sono raffigurati i santi e i Dottori della Chiesa. Alle due estremità si riconoscono i santi Girolamo e Ambrogio, ai quali alcuni vendemmiatori, muniti di scale e roncole, cercano di avvicinarsi per tagliare i tralci della vite, ma sono ricacciati indietro, e cadono nel vuoto. Essi simboleggiano degli eretici, che attentano a Cristo con le loro "false dottrine": alcune iscrizioni ne ricordano il nome, attingendo spesso a personaggi storici. Gli altri santi nei clipei sono, da sinistra, Apollonia, Margherita e Lucia, Orsola, Barbara e Caterina d'Alessandria, Maria Maddalena e Caterina da Siena, la Vergine tra due angeli, Giovanni Battista, Pietro e Paolo, Alessandro con Stefano e Sebastiano, Domenico con Agostino e Francesco d'Assisi. Cartigli sulle loro teste, abrasi dal tempo, ne riportavano i nomi.
Ai lati di Cristo si dispiegano, lungo una serie di edifici e di squarci paesaggistici, le Storie di santa Barbara, dalla sua conversione al Cristianesimo al martirio. Le storie sono ambientate in movimentate scene cittadine, come quella di un mercato, che danno un sapore popolare e vivace alla narrazione. Le figure sono più piccole di quelle del registro superiore e rendono l'idea di una storia senza eroi, svolta per aneddoti, e perciò prossima alle rappresentazioni del nord Europa, antiretoriche e anticlassiche, come mostrano anche gli accordi inconsueti dei timbri cromatici, dal giallo col viola, al rosa col verde, al bianco col bruno. Dovette avere un ruolo importante, nell'ideazione del susseguirsi incalzante delle scene entro le architetture, l'esempio del Sacro Monte di Varallo.
Da sinistra si vede Barbara, martire vissuta a Nicomedia al tempo degli imperatori Massimiano e Diocleziano, che viene chiusa dal perfido padre in una torre cilindrica (da cui deriva il tipico attributo della santa) in costruzione, a difesa dai troppi pretendenti. Lì invece la visita un eremita che la istruisce sulla fede cristiana, finché essa chiede il battesimo e rifiuta l'idolatria pagana. Al ritorno a casa della donna, la sua scelta religiosa viene scoperta dal padre che, su tutte le furie, tenta di ucciderla con la spada. La santa fugge allora sui monti e si nasconde tra i cespugli, dove però un pastore la tradisce, facendola ritrovare e trascinare per i capelli davanti al pretore. Egli ne ordina la flagellazione e la tortura con martelli a testa in giù. Viene poi rinchiusa in carcere, dove Cristo la visita e la risana.
A destra del Cristo centrale riprendono le storie, con la fanciulla di nuovo davanti al pretore, che la fa appendere per le braccia e tormentare con torce. Denudata, amputata delle mammelle e svergognata, viene protetta con un telo bianco da un angelo e poi trascinata per la città, in mezzo a una folla curiosa, proprio nella piazza del mercato. Alla fine, sullo sfondo, si vede la conclusione della vicenda con il padre che esegue la condanna a morte della figlia per decapitazione, venendo poi punito dall'incendio che improvvisamente lo divora.

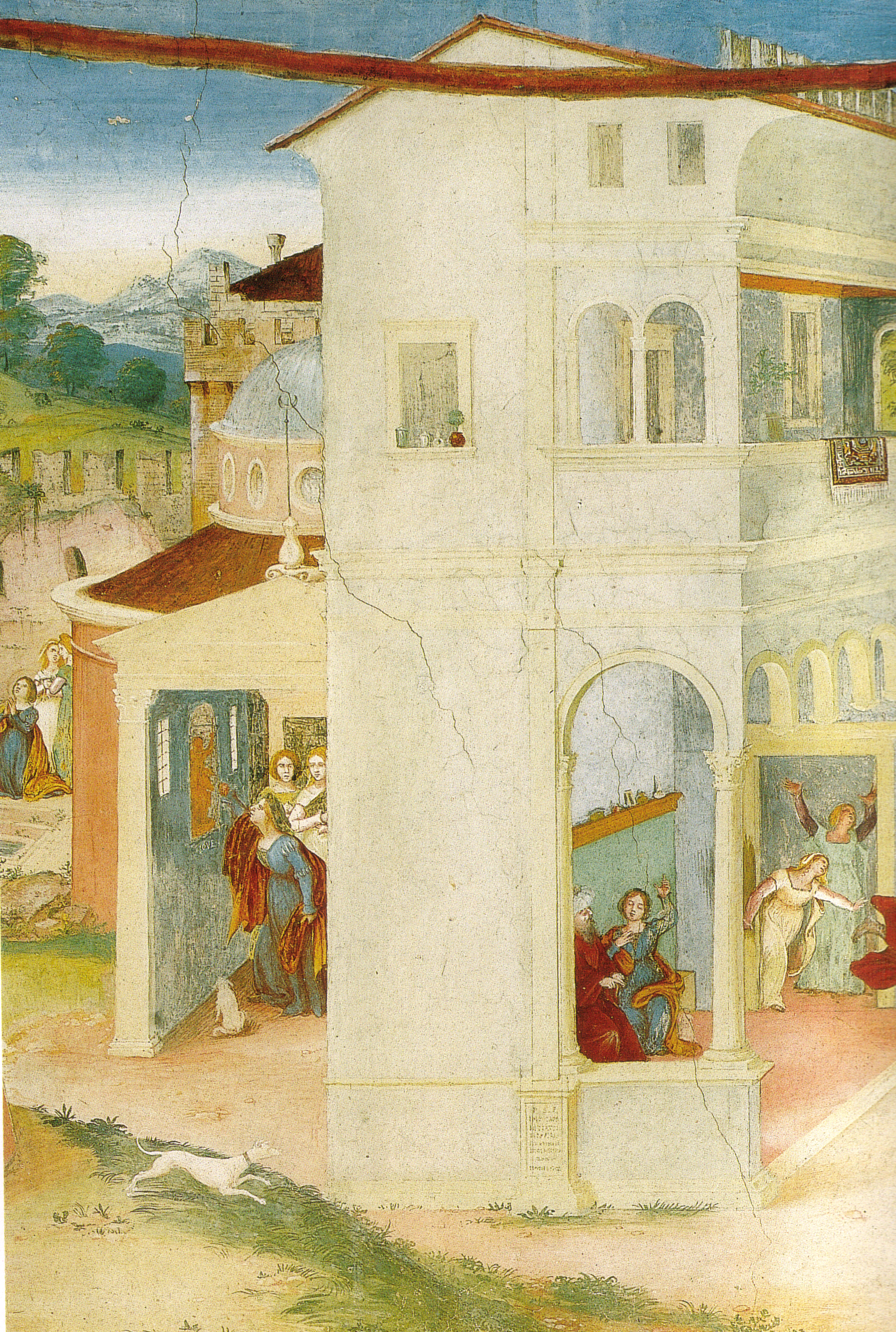
Santa Barbara scoperta dal padre
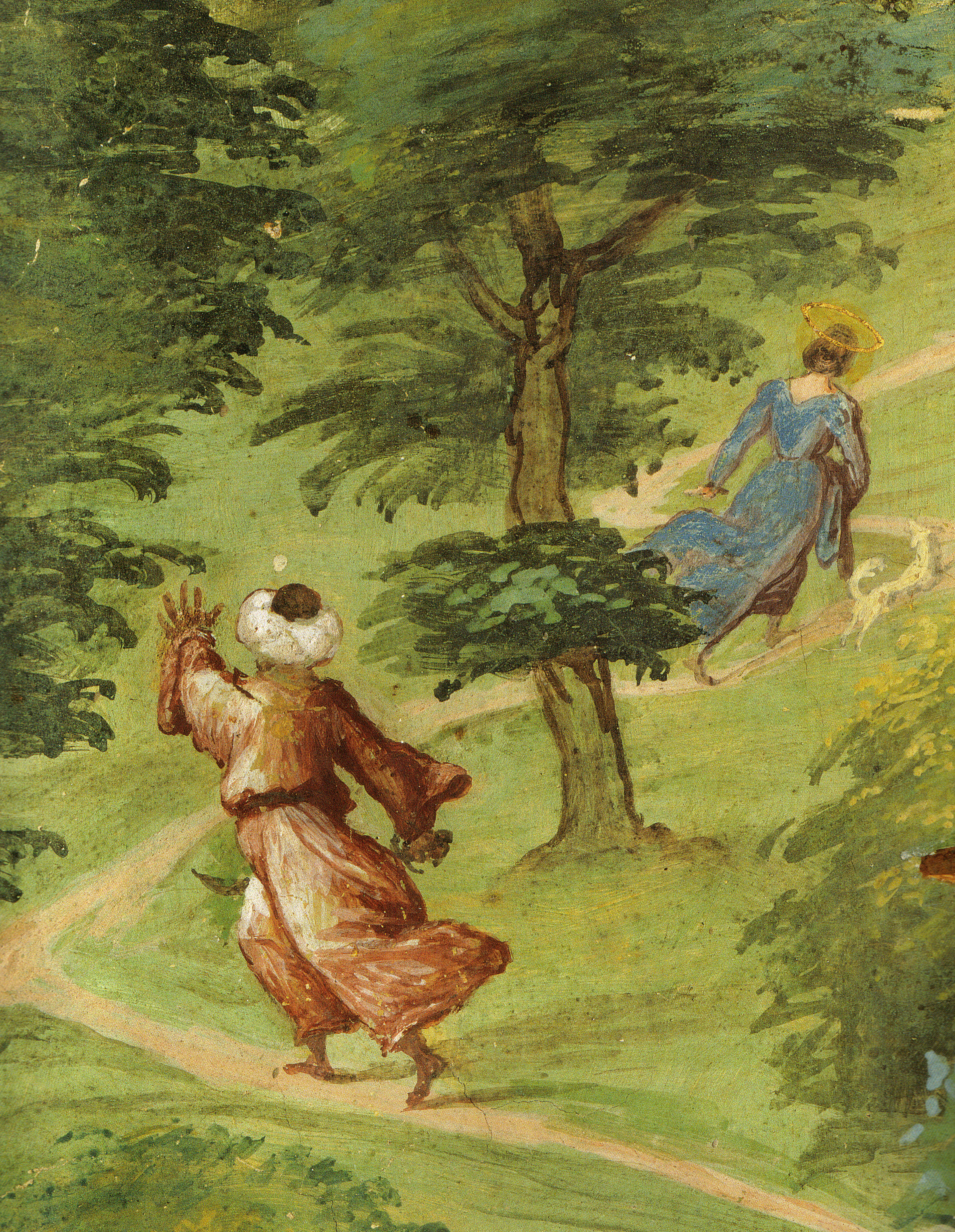
Santa Barbara inseguita nel bosco
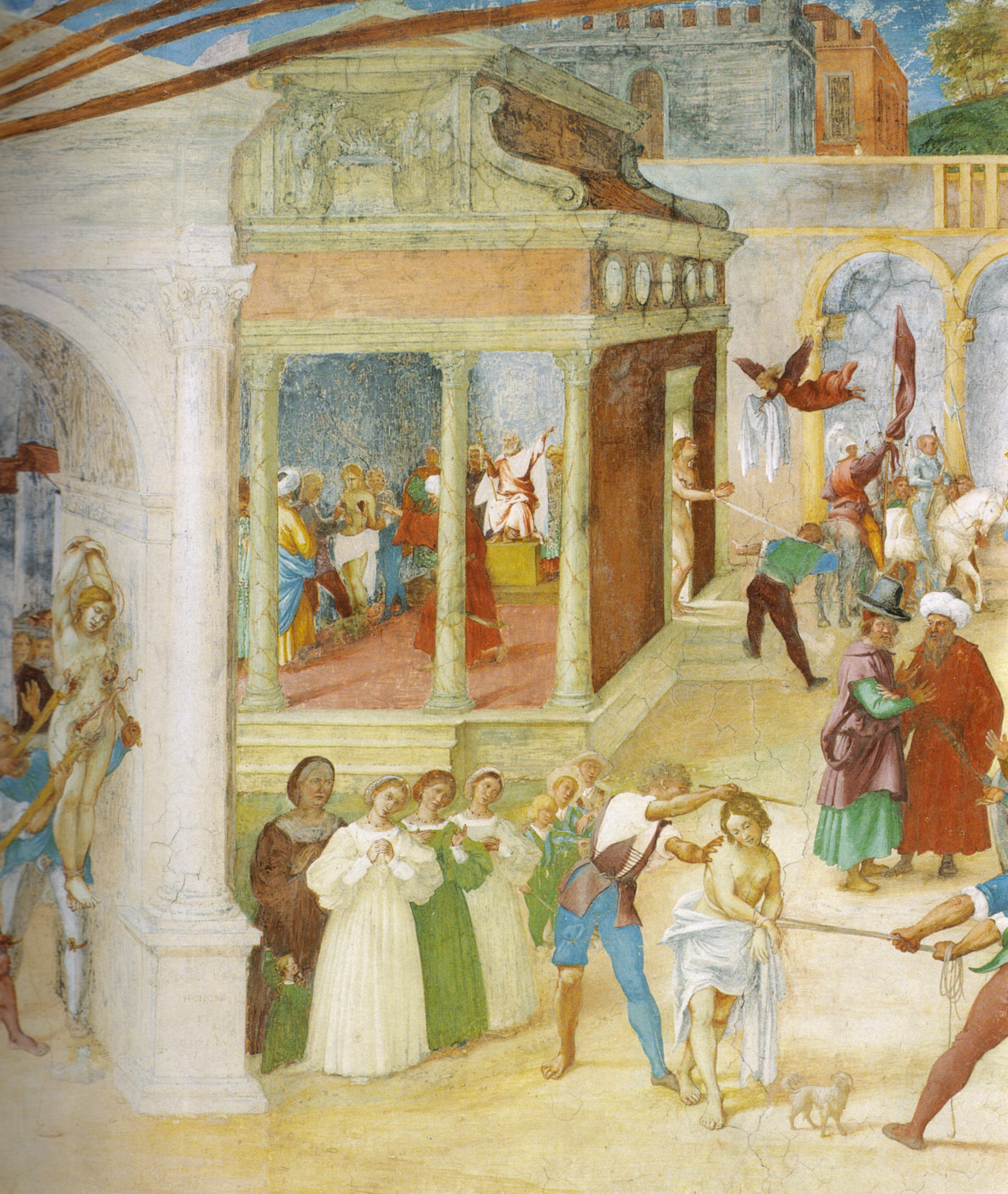
Martirio di santa Barbara
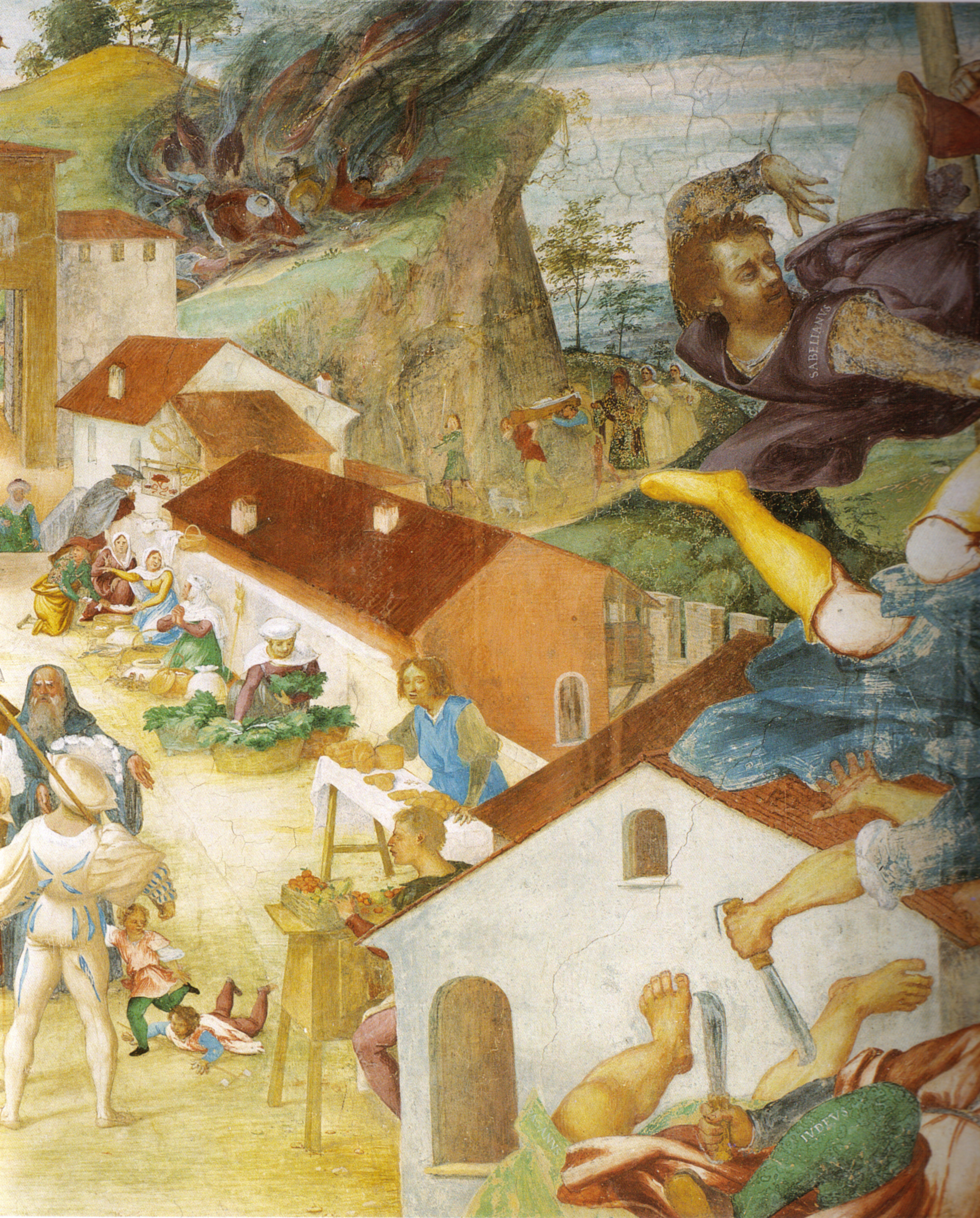
Il mercato

### Storie di santa Brigida

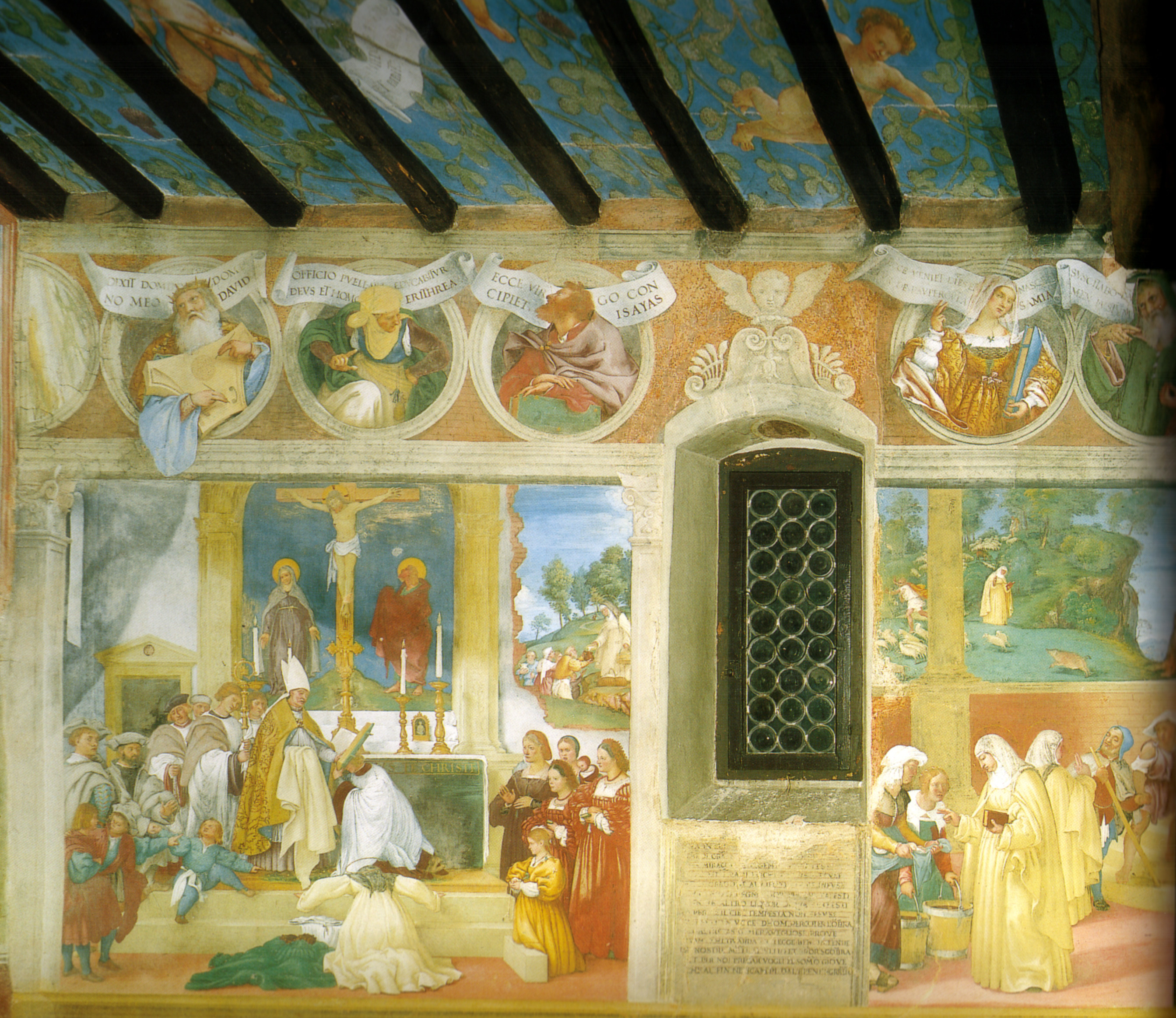
Storie di santa Brigida

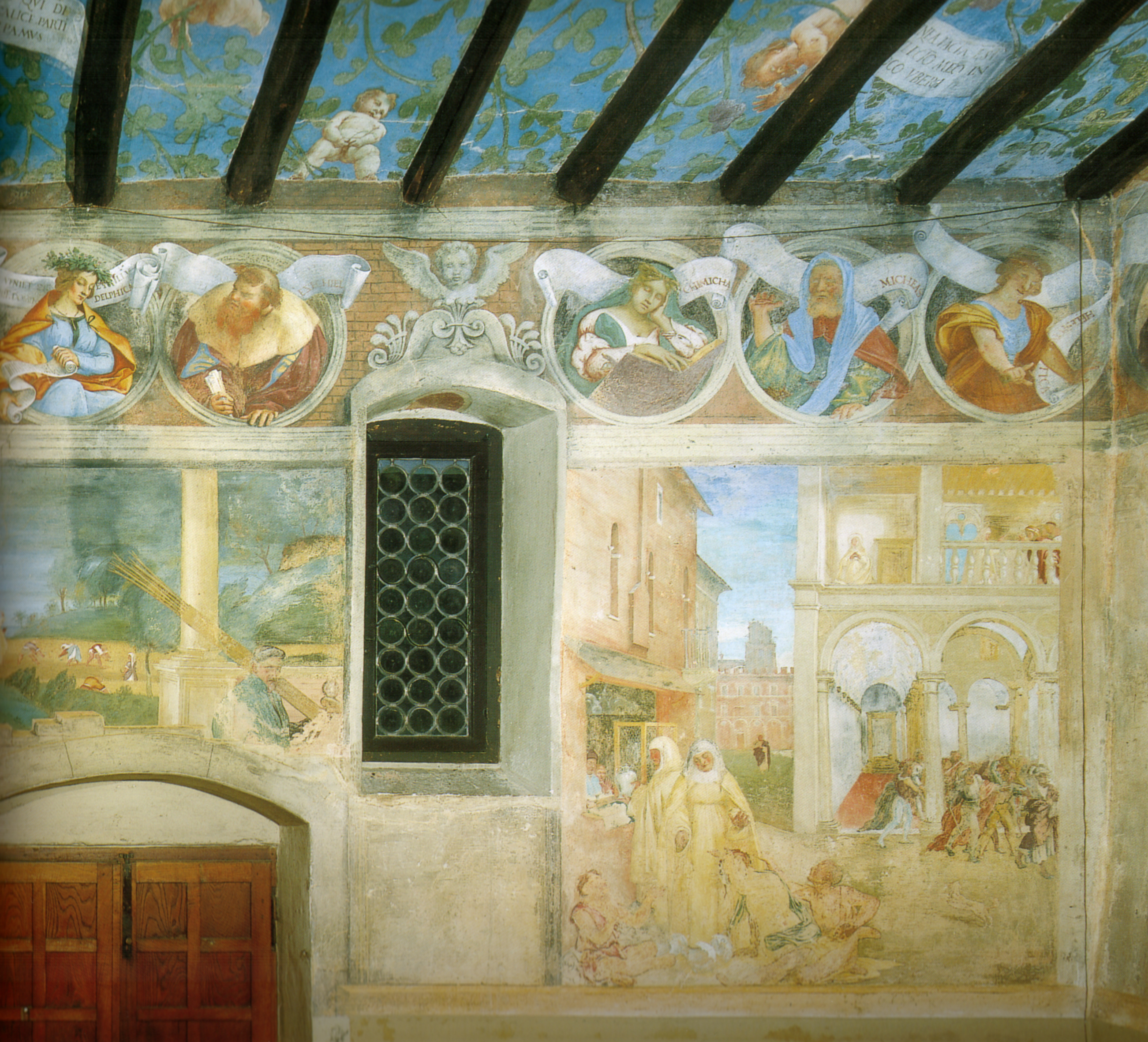
Storie di santa Brigida

La parete di destra (sud) è occupata da tre riquadri con le Storie di santa Brigida, separate dall'intrusione nelle pareti dell'oratorio dell'ingresso e di due finestre; ognuna delle scene contiene diversi episodi della vita della santa, unite da un finto muro continuo sul quale si aprono dei tondi, da dove si affacciano profeti e sibille: David, la Sibilla Eritrea, Isaia, la Sibilla Samia, Geremia, la Sibilla Delfica, Ezechiele, la Sibilla Cimmeria, Michea, la Sibilla Ellespontica. Sopra queste immagini i cartigli sono ancora ben leggibili.
Quando Brigida, santa irlandese del VI secolo, prese i voti di monaca, si rinverdì miracolosamente un legno: la scena è raffigurata nel primo riquadro, che si apre verso l'esterno tramite una parete semicrollata; fuori si vede la santa che distribuisce pane ai poveri, alla presenza della famiglia del committente: Maffeo Suardi e i suoi famigliari, uomini donne e bambini. Nella chiesetta dipinta, sull'altare, è raffigurata una natura morta composta di oggetti sacri, forse un ricordo della Messa di Bolsena di Raffaello.
Il secondo riquadro è ambientato in campagna, dove la santa dispensa vivande ai bisognosi, trasforma l'acqua in birra, guarisce un cieco, allontana un uragano, dissecca un albero e ammansisce un cinghiale.
Il terzo e ultimo riquadro è ambientato in una città e mostra altre attività eccezionali o insolite di Brigida, quali la divisione di un vaso per tre lebbrosi, o il salvataggio di un uomo condannato a morte sostituendolo con la sua ombra.
Sulla porta di ingresso si vede la mezza figura di un uomo, un cacciatore di uccelli che porta sulle spalle una civetta e un fascio di asticelle: i rami servono infatti per creare un riparo e la civetta, col suo richiamo, era usata per attirare i volatili in trappola. Una tradizione antica addita in questa figura un autoritratto dell'artista, celato sotto una simbologia criptica ed esoterica. Sul soffitto infatti si trova un putto che fa pipì che, secondo una lunga tradizione iconografica, rappresenta l'acqua salvifica del battesimo e quindi la protezione divina; inoltre l'urina dei fanciulli, secondo gli alchimisti, aveva importanti proprietà in quanto liquido "ardente", la cui essenza era il fuoco. In alchimia l'urina è detta "lot" ed è molto probabile che con questo gioco l'artista volesse alludere al proprio cognome, nonché qualificarsi come essere benedetto da un principio potente e quindi capace di trasformare e creare.

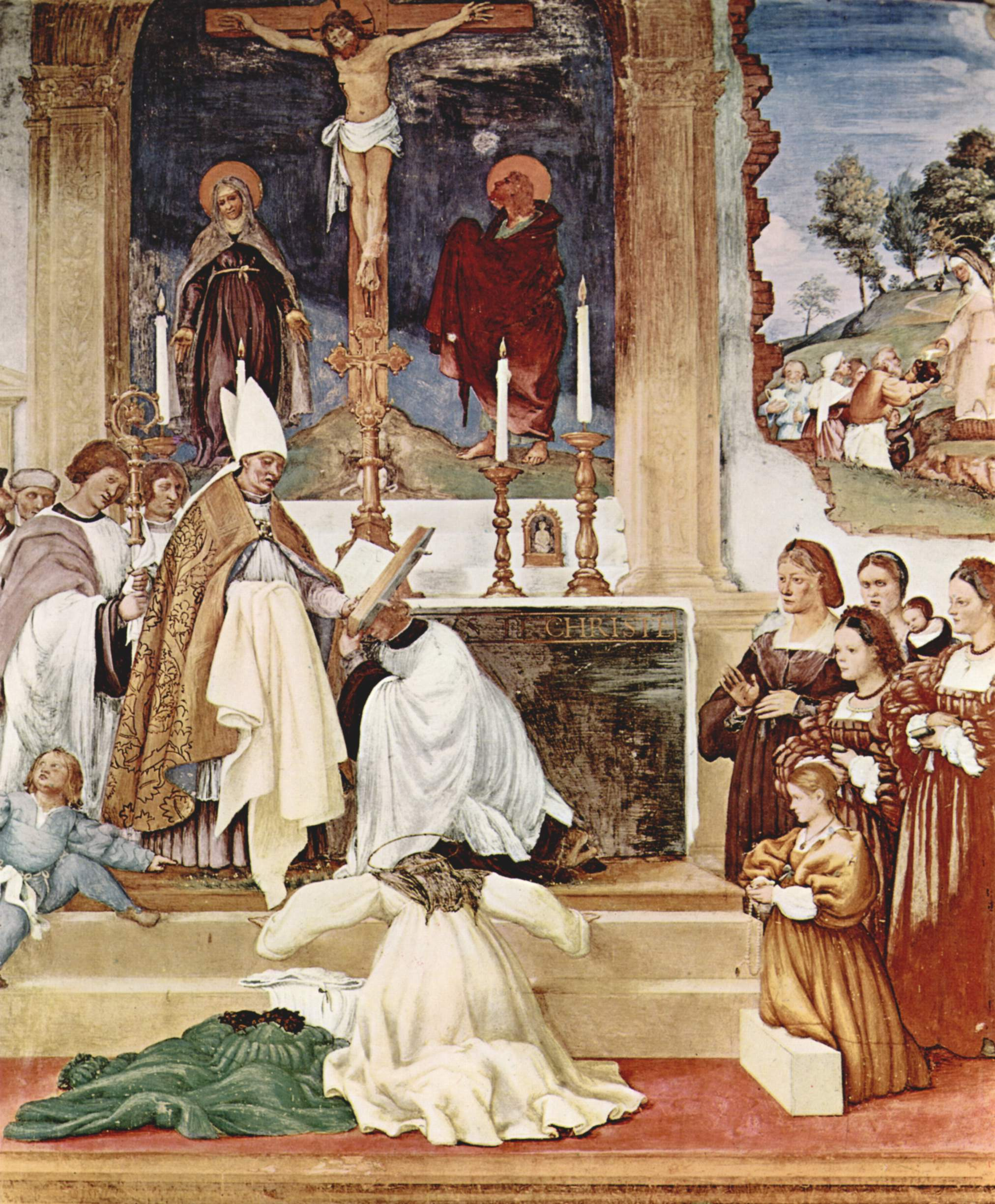
Brigida prende l'abito monacale
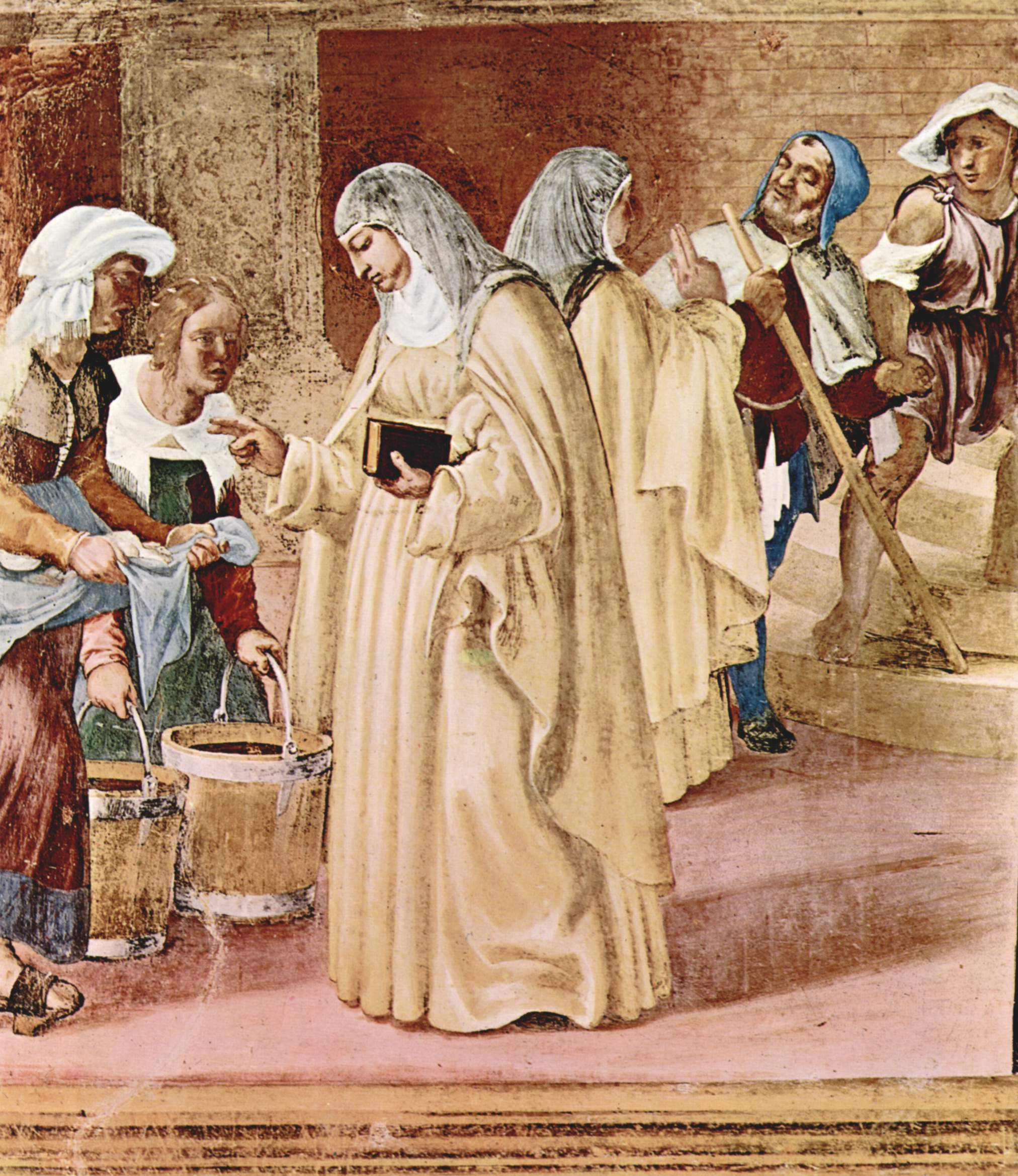
Miracolo di santa Brigida
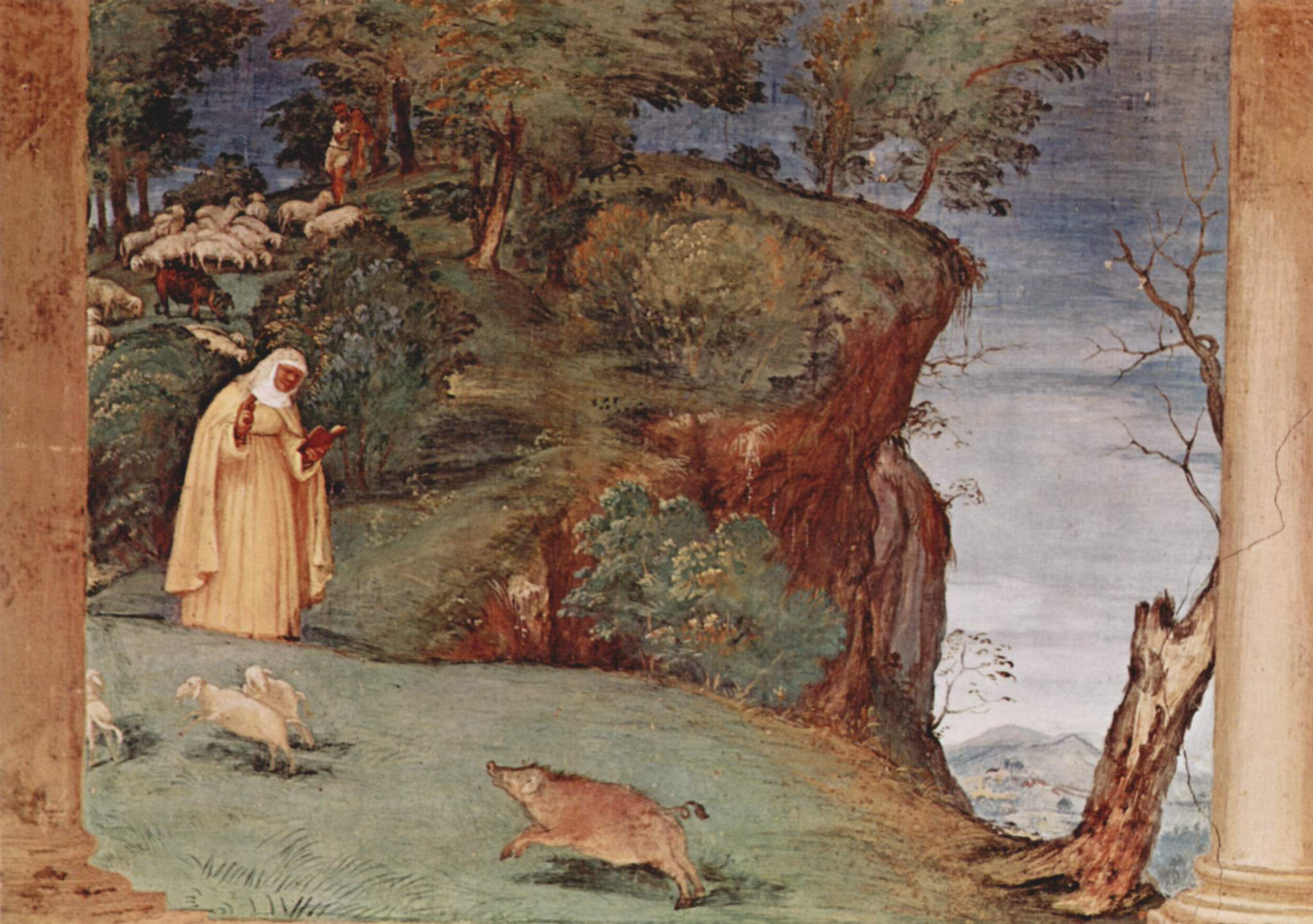
Il cinghiale ammansito
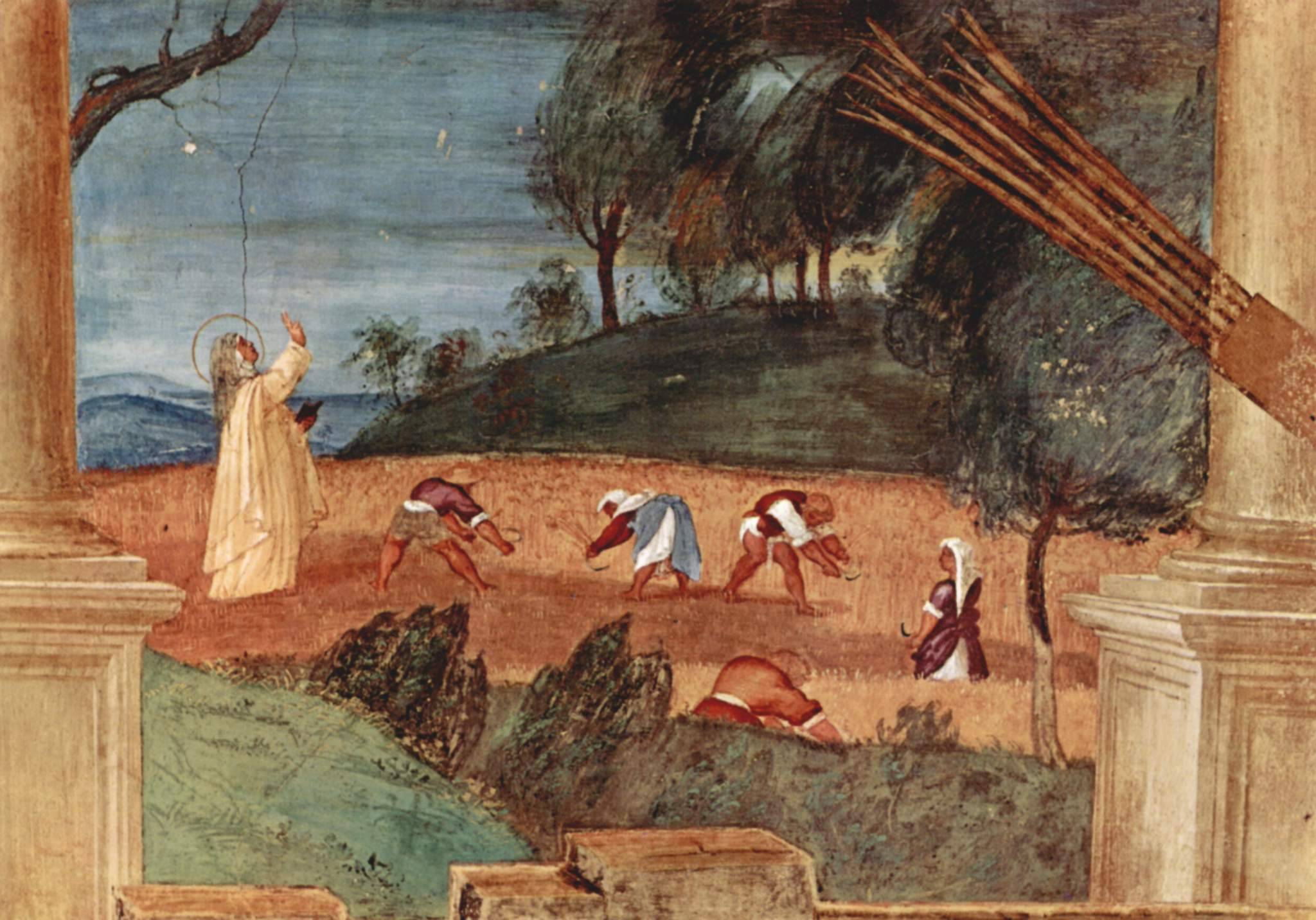
Santa Brigida allontana l'uragano

### Storie di santa Caterina e Maria Maddalena
La parete di fondo (est) presenta un riquadro che evoca le storie della Maddalena e uno che ricorda quelle di santa Caterina d'Alessandria, sormontate dal continuo della teoria dei vaticinatori antichi: Abacuc, la Sibilla Tiburtina, Sofonia, la Sibilla Frigia, Daniele, la Sibilla Persica, Mosè, ciascuno con i cartigli ancora leggibili.

## Note

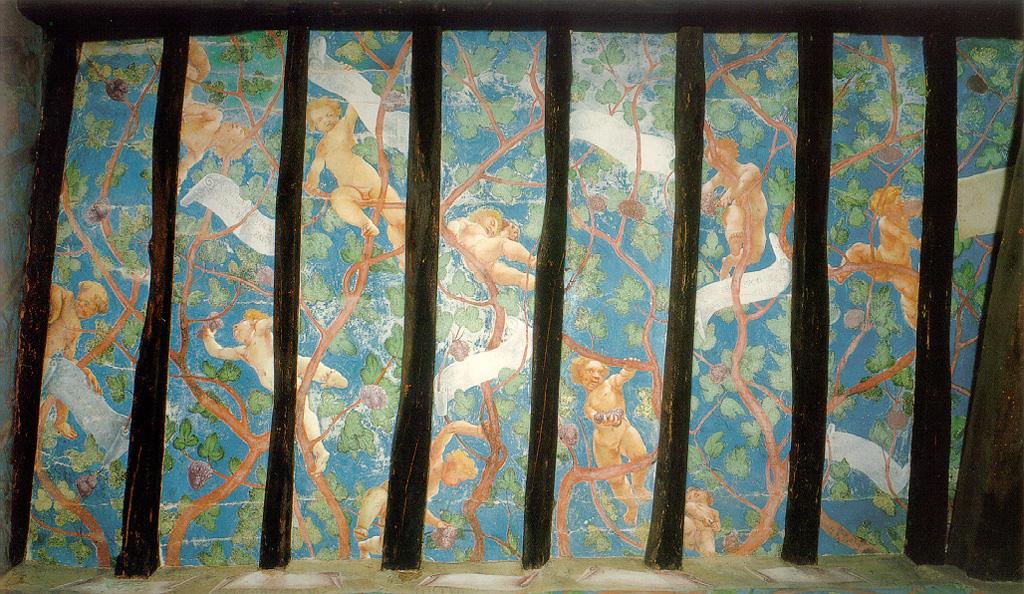
Il soffitto